# آش-مات
آش-مات (آشوت بگلاری ماتئوسیان) (ارمنی: Աշ-Մաթ (Աշոտ Բեգլարի Մաթևոսյան)؛ زاده ۱۰ دسامبر ۱۹۰۴ - درگذشته ۱۲ ژانویهٔ ۱۹۷۴) یک بازیگر و کارگردان اهل ارمنستان است. .

## زندگی‌نامه
وی در ۱۰ دسامبر ۱۹۰۴ در شولاور به دنیا آمد . وی همچنین برندهٔ جوایزی همچون چهره هنری شایسته ارمنستان شوروی شده‌است. وی در ۱۲ ژانویهٔ ۱۹۷۴ در سن ۶۹ سالگی در لنیناکان درگذشت.